# Louis Vola
Louis Vola  (* 6. Juli 1902 in La Seyne-sur-Mer; † 15. August 1990 in Paris) war ein französischer Jazz-Bassist, Akkordeonist und Bandleader, der im Quintette du Hot Club de France spielte.

## Leben und Wirken
Vola wurde an der Riviera als Sohn eines aus Italien stammenden Schuhmachers geboren; er spielte zunächst auf dem Akkordeon seines Vaters und lernte dann weitere Instrumente. Besuche bei den Bal Musettes weckten seine Begeisterung für Musik und den Wunsch, Berufsmusiker zu werden, nachdem er kurz den Versuch unternommen hatte, Bäcker zu werden. Vola lernte daraufhin Kontrabass und spielte Tanzmusik.
Bereits im Frühjahr 1931 spielte Vola mit einem Orchester im Lido von Toulon, dem Django Reinhardt und Roger Chaput angehörten. Im Juni 1931 entstanden im Grand Theatre von Toulon Aufnahmen von Volas Gruppe (Carinosa), auf denen Django Reinhardt als Solist zu hören war. Anschließend spielte Volas Orchester in Cannes, um ab Dezember 1931 im Pariser Boîte à Matelots aufzutreten. Vola spielte 1932 mit seiner Band Vola et ses gars im Pariser Club Embassy, 1933 im Casino de Paris. 1932 wirkte er zusammen mit Reinhardt bei der Filmmusik von Henri Diamant-Bergers Film Clair de lune mit Von 1933 bis 1937 leitete er ein Orchester, dem ab 1934 neben Django Reinhardt auch Stéphane Grappelli und Alix Combelle angehörten. In dieser großformatigen Band begannen Reinhardt und Grappelli während Auftritten beim Tanztee im Pariser Hotel Claridge mit Chaput und Vola eine Band in der Band zu bilden.
Im Jahr 1934 war Vola Gründungsmitglied des Quintette du Hot Club de France. Damit gilt er als eine „der unbestritten wichtigsten Figuren der französischen Jazzszene“ für Reinhardt und zusammen mit Emil Savitry als dessen früher Mentor (noch bevor Charles Delaunay diese Aufgabe übernahm). Vola spielte bis 1938 regelmäßig mit dem Quintette du Hot Club de France. Danach nahm Vola nicht mehr offiziell mit Django Reinhardt auf, spielte jedoch mit ihm auf einem Konzert in Brüssel.
1934/35 trat das Vola-Orchester auch mit Django Reinhardt, Ales Rénard, Roger Chaput und  Jacquemont Brown auf, 1936 bei einem Konzert des Hot Club de France und des Magazins Jazz Hot und 1938 im Pariser Olympia. Bis 1938 wirkte er als Bassist bei Aufnahmen von Django Reinhardt mit, bis er von Emmanuel Soudieux abgelöst wurde.
Daneben spielte Vola in den 1930er Jahren auch mit Jean Sablon, Michel Warlop, Willie Lewis, Ray Ventura, Duke Ellington und begleitete als Sessionmusiker die Sänger Charles Trenet, Jacques Brel, Georges Brassens und Yves Montand. Ab 1938 spielte er im Orchester von Ray Ventura, wo er besser bezahlt wurde, und wirkte bei dessen Film Tourbillon de Paris (1939) mit. Als Begleitmusiker spielte  Louis Vola ab 1938 außerdem bei Aufnahmen von Philippe Brun und Alix Combelle.
Mit anderen Mitgliedern des Ventura-Orchesters floh er nach der Besetzung Frankreichs nach Südamerika, wo er die nächsten acht Jahre lebte. In Buenos Aires  hatte er im April 1944 Gelegenheit unter eigenem Namen aufzunehmen (Louis Vola Del Quinteto Del Hot Club De Francia). Nach seiner Rückkehr nach Paris geriet er angesichts der musikalischen Veränderungen in Vergessenheit. Nach dem fehlgeschlagenen Versuch, in Nizza ein Restaurant zu betreiben, hatte Vola ein Engagement im Club Shéhérazade, wo er die restlichen Jahre seiner Musikerkarriere sowohl als Bassist wie auch als Pianist und Schlagzeuger auftrat. Ende der 1950er Jahre zog er sich nach Cachan zurück, wo er im August 1990 verstarb, nachdem er noch einmal 1978 mit Svend Asmussen sowie Boulou und Elios Ferré auf dem Festival Django Reinhardt in Samois-sur-Seine aufgetreten war.
In Erinnerung bleibt Louis Vola in erster Linie als Entdecker und früher Förderer von Django Reinhardt; später soll er als „Katalysator“ zwischen Reinhardt und Grappelli gewirkt haben. Er machte das Beste aus seinen musikalischen Möglichkeiten und galt als kompetenter Sessionmusiker, der mit vielen weniger bekannten Musikern aufnahm.

## Diskographische Hinweise
- Django Reinhardt: Swing from Paris (ASV, 1935–1939)